# Leptopelis argenteus
Leptopelis argenteus es una especie de anfibios de la familia Arthroleptidae.
Habita en Tanzania y posiblemente Mozambique.
Su hábitat natural incluye sabanas húmedas, marismas de agua fresca, jardines rurales y zonas previamente boscosas muy degradadas.